# Dátis Caminacano
Dátis (em grego clássico: Δάτις; em persa médio: Dād; em armênio: Դատ; romaniz.: Dat) foi um nobre armênio (nacarar) do século IV, membro da família Caminacano.

## Etimologia
Dátis (Δάτις), Dácio (Δάτιος, Dátios), Dados (Δάδοι, Dádoi) ou Dadoes (Δαδόης, Dadóēs) são as formas helenizadas do persa antigo Datia (*Dātiya-), que por sua vez foi registrado em persa médio como Dade (Dād) e armênio como Date (Դատ, Dat), que pode ter surgido da forma não atestada Dadi. Derivam todos do avéstico data-, "dado, criado por".

## Vida
Dátis esteve ativo no tempo do rei Cosroes III (r. 330–339) e o apoiou contra o rebelde Bacúrio. Moisés de Corene menciona certo "Gague de Astianena", que era um apanágio dos Caminacanos, de modo que Nina Garsoïan assumiu ser a mesma pessoa. Esse Gague foi dos embaixadores do católico Vertanes (r. 327/33–341/2) enviados à capital imperial de Constantinopla para solicitar ajuda do Império Romano na guerra contra Bacúrio. Não há menção, contudo, de que tenha guerreado. Presume-se que tenha sido sucedido por Guenite Caminacano como senhor de Astianena.